# 7308 Hattori
7308 Hattori eller 1995 BQ4 är en asteroid i huvudbältet som upptäcktes den 31 januari 1995 av de båda japanska astronomerna Takeshi Urata och Yoshisada Shimizu vid Nachi-Katsuura-observatoriet. Den är uppkallad efter Tadahiko Hattori.
Asteroiden har en diameter på ungefär 10 kilometer och den tillhör asteroidgruppen Eos.